# Edward Tabaczkowski
Edward Tabaczkowski (ur. 12 października 1872 w Iławczu, zm. 20 października 1942 w Stanisławowie) – polski duchowny katolicki, ofiara zbrodni niemieckich, Sprawiedliwy wśród Narodów Świata.

## Życiorys
Był synem powstańca styczniowego Karola Tabaczarza i Franciszki z domu Mruczkowskiej. W 1895 zmienił nazwisko na Tabaczkowski. Ukończył gimnazjum w Złoczowie, egzamin maturalny zdał w 1894. Następnie kształcił się w seminarium duchownym we Lwowie. Wyświęcony tamże na kapłana 3 lipca 1898.
Posługiwał kolejno jako wikariusz parafii Mikulińce (1898-1902), wikariusz parafii Skałat (1902-1903), proboszcz parafii Kukizów (1903-1910) i proboszcz parafii Tłumacz (1910-1942). 
Angażował się w życie społeczne i działalność charytatywną, za co otrzymał od władz austriackich złoty krzyż zasługi. Był wicemarszałkiem powiatu. Podczas tworzenia Legionów Polskich zachęcał tłumaczan do wstępowania do nich. Założył w Tłumaczu seminarium nauczycielskie z internatem i szkołą ćwiczeń i (w 1924 roku) nadzorujące je Towarzystwo Nauki Chrześcijańskiej. W latach 1929–1931 wydawał czasopismo Orędownik Tłumacki. Był wyróżniony godnością expositorio canonicali.
Podczas II wojny światowej członek konspiracji i kapelan polskiego ruchu oporu. Wspomagał materialnie Polaków wywiezionych na Sybir a także ubogich; w tym celu sprzedał własny dom. Na różne sposoby udzielał pomocy Żydom: ukrywając i zachęcając wiernych do ich ukrywania, przemycając żywność do getta oraz wystawiając fałszywe dokumenty. W 2018 został za to pośmiertnie nagrodzony przez Instytut Jad Waszem tytułem Sprawiedliwy wśród Narodów Świata.
Nie opuścił parafii mimo zagrożenia aresztowaniem przez Niemców. Prawdopodobnie został wydany przez torturowaną podczas śledztwa Żydówkę, której wcześniej pomagał. Mniej prawdopodobna wersja aresztowania duchownego mówi o donosie ukraińskim. Aresztowany w sierpniu 1942 trafił do więzienia w Stanisławowie, gdzie był torturowany, lecz nikogo nie wydał. Zmarł tamże z wycieńczenia 20 października 1942 roku. Pochowany w nieznanym miejscu na cmentarzu w Stanisławowie lub w lesie w pobliżu tego miasta.

## Upamiętnienie
Imię ks. Tabaczkowskiego wymieniają następujące tablice pamiątkowe:
- w kościele pw. św. Stanisława i św. Doroty we Wrocławiu
- w katedrze polowej Wojska Polskiego w Warszawie (tablica poświęcona poległym kapelanom WP)
- w Kaplicy Pamięci w świątyni pw. Najświętszej Maryi Panny Gwiazdy Nowej Ewangelizacji i św. Jana Pawła II w Toruniu
- w kościele parafialnym pw. św. Anny w Tłumaczu
- w świątyni pw. św. Stanisława BM w Petersburgu (tablica poświęcona kapłanom zamordowanym "w czasach sowieckich")[8]